# 華夜
華夜（かよる、4月24日 -）は、日本の漫画家。京都府出身。血液型はO型。

## 来歴・人物
2008年、小学館の『Sho-Comi』増刊6月15日号にて掲載された「秘密の!?風紀委員長」でデビュー。
同年、デビューから2作目の「ご褒美あげる♥」で『Sho-Comi』本誌初掲載。
2009年、『雪咲♥恋咲』で初連載。
『Sho-Comi』でのデビュー前は、『りぼん』（集英社）漫画家、種村有菜のアシスタントを経て、同じく種村のアシスタントだった『Sho-Comi』漫画家、水瀬藍の元でアシスタントを経験している。
投稿時代のペンネームは“あさの華夜（読み同じ）”だったが、デビュー後は現ペンネームの“華夜”に変えている。種村有菜達が言う「アシスタントのあさちゃん」は、彼女である。

## 作品一覧

### 読み切り作品
- 秘密の!?風紀委員長（2008年『Sho-Comi』増刊6月15日号）
- ご褒美あげる♥（2008年『Sho-Comi』本誌16号）
- キケンな♥教育実習（2008年『Sho-Comi』本誌19号）
- 夢恋（2008年『Sho-Comi』本誌23号・別冊付録）
- 恋・ともる・指先（2009年『Sho-Comi』増刊6月15日号、2009年『ポシェット』1月号）
- 恋する野獣（2009年『Sho-Comi』本誌12号、同年『ポシェット』11月号）
- 夏恋花火（2009年『Sho-Comi』本誌17号・別冊付録） -  『ニコラ』とのコラボレーション作品
- 五線譜のラブレター（2009年『Sho-Comi』本誌18号）
- 輝く瞳に素顔の君（『ずっと好きだったくせに』描きおろし作品）
- お嬢様の恋わずらい（2010年『Sho-Comi』増刊2月14日号）
- さわるな危険!（2010年『Sho-Comi』本誌5号・別冊付録）
- 彼は、あの子のモノ（2010年『Sho-Comi』増刊4月15日号）
- ふたり、片想い（2010年『Sho-Comi』本誌11号）
- 君に絶対幸福（2010年『Sho-Comi』増刊6月15日号）
- 秘密の恋しよう（2010年『Sho-Comi』本誌16号・別冊付録）
- 恋するヴァンパイア（2010年『Sho-Comi』増刊10月15日号）
- 堕天使のkiss（2010年『Sho-Comi』増刊12月15日号）
- 純愛プロデュース〜アイドルの憂鬱〜（2011年『Sho-Comi』増刊4月15日号）
- 純愛ブライド（2011年『Sho-Comi』増刊6月15日号）
- 純愛Honey（2011年『Sho-Comi』本誌18号・別冊付録）
- 俺のすべてがキミのもの（2011年『Sho-Comi』増刊12月15日号）
- 初恋候補（2012年『Sho-Comi』本誌12号・別冊付録）
- 悪魔の誘惑に、甘くとろける（2012年『Sho-Comi』増刊12月15日号）
- 先生〆切まで待って
- 月とメープルシロップ

#### 番外編
- 初恋候補 番外編（2012年『Sho-Comi』増刊6月15日号）

### 連載作品
- 雪咲♥恋咲（2009年『Sho-Comi』5号〜同年7号）
- ずっと好きだったくせに（2009年『Sho-Comi』21号〜同年23号）
- 1/2LOVE!（2011年『Sho-Comi』1号〜同年3.4合併号）
- かなめエトワール（2011年『Sho-Comi』13号〜同年15号）
- 薔薇と銃弾（2012年『Sho-Comi』2号〜同年7号）
- 絶対恋愛プログラム（2012年『Sho-Comi』15号〜同年22号）
- 悪魔の苺(2012年『Sho-Comi』16号～同年20号）予定

## 刊行作品
- 雪咲♥恋咲
- ずっと好きだったくせに
- 彼は、あの子のモノ
- 1/2LOVE!
- かなめエトワール
- 純愛ブライド
- 薔薇と銃弾
- 絶対恋愛プログラム（全2巻）
- 悪魔の苺
- 好きになってはいけない人
- 16歳、新婚はじめました。
- 初恋ダンデライオン
- 会長様が、フィアンセで（全5巻）
- 鬼宮先生のキスには逆らえない（全4巻）
- 先生、〆切まで待って！（全3巻）
- お嬢様、大人のキスのお時間です。

### オムニバス作品
- 先生〜これが、恋ですか?〜
- 好きって言えない。
- メガネsecond〜その奥をのぞきたい〜
- 初めてのチュウ
- 新婚限定～女性高生だけど、結婚します～
- 愛、永遠。